# Гарсиа Роман, Хосе
Хосе Рамо́н Гарси́а Рома́н (исп. José Ramón García Román; род. 16 октября, 1945, Гранада, Испания) — испанский симфонический композитор, автор более ста музыкальных произведений.

## Творческая биография
Хосе Гарсиа Роман родился в Габиа Гранде (Гранада). Его музыкальная карьера очень разнообразна: он был директором музыкального фонда премии имени Луиса де Нарваэса, основателем Гранадского городского хора, является членом художественной комиссии «Международного фестиваля музыки и танца» (International Music and Dance Festival), возглавляет Академию искусств Гранады, а также участвует в ряде других проектов.
На творчество Хосе Гарсиа Романа в период его становления повлияли такие композиторы Хуан Альфонсо Гарсиа и Кармело Бернаола.

## Произведения
Хосе Гарсиа Роман — автор более ста музыкальных произведений, среди которых:
- Sexteto Estío («Летний секстет», 1986)[3];
- La resurreccion de Don Quijote («Воскрешение Дон Кихота», 1994[4]; для оркестра, вокала)[5];
- La rosa blanca («Белая роза», посвящено группе немецких интеллектуалов, противостоявших Гитлеру и нацизму во времена Третьего Рейха; премьера состоялась в 2009 году в Малаге)[2];
- Notas Para Falla (для клавесина)[6];
- Paseo De Los Tristes (для оркестра)[6];
- Francamente (для флейты, гобоя, скрипки, кларнета, виолончели, фортепиано)[6];
- Velum Templi (для органа)[6];
- El bosque de Diana (автор либретто — Антонио Муньос Молина);
- Ruinas de Oradour Sur Glane;
- Epur si muoeve o Paseo de los Tristes.

## Награды[2]
- City of Granada Prize
- Andalusian Culture Award
- Joaquín Turina Award in Seville
- National Music Award
- Chevalier dans l’Ordre des Palmes Académiques
- International Music and Dance Festival Medal (1997[7])